# Vitrinobrachium tridentinum
Vitrinobrachium tridentinum е вид охлюв от семейство Vitrinidae.

## Разпространение и местообитание
Видът е разпространен в Италия.
Обитава планини, възвишения и ливади.